# Ludwigsau
Ludwigsau település Németországban, Hessen tartományban. Lakosainak száma 5526 fő (2023. december 31.). Ludwigsau Bebra, Friedewald (Hessen), Rotenburg a.d. Fulda, Knüllwald, Alheim, Ronshausen, Bad Hersfeld és Neuenstein (Hessen) községekkel határos.

## Népesség
A település népességének változása:
| Lakosok száma | 5677 | 5508 | 5452 | 5573 | 5569 | 5526 |
|               | 2014 | 2017 | 2019 | 2021 | 2022 | 2023 |